# Arpa de boca

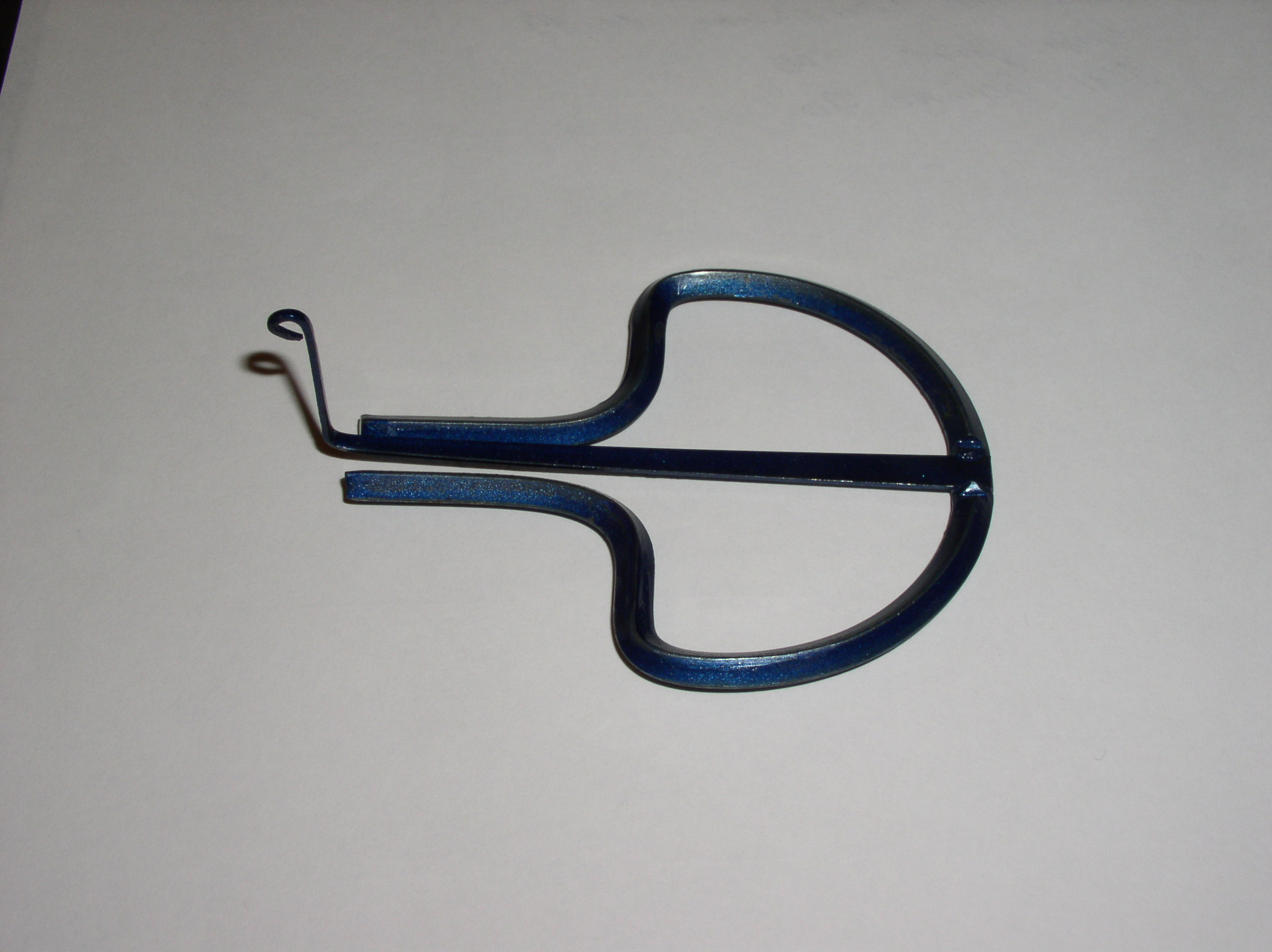
Arpa de boca, guimbarda o birimbao.

Un arpa de boca es un tipo de lamelófono de metal o bambú. También es denominado como "guimbarda", "birimbao", "trompe", "jew's harp" (en inglés), entre otras.

## Descripción
Es un instrumento musical idiófono pequeño y bastante simple. Consta de un arco metálico —en el sudeste asiático este arco o armadura suele ser de bambú— con una lengüeta de acero en el medio. La forma de todo el instrumento recuerda a una φ. Usualmente la escotadura se sostiene con la boca del músico, y la cavidad bucal hace de caja de resonancia.
En la actualidad la mayoría de las arpas de boca poseen una especie de pequeña palanca aplicada perpendicularmente sobre la parte superior de la lengüeta, lo cual facilita su tañido con un dedo, usualmente el índice.
Su sonido es grave y monocorde, y en muchas ocasiones se usa como diapasón.

## Usos
Se puede encontrar en muchas regiones del mundo por haber sido llevados en la antigüedad por viajantes, colonos y conquistadores. Ejemplos son Italia, Sicilia, Mongolia, Austria, China, Colombia y Costa Rica, diversas regiones montañosas de Europa, como también en América, donde se lo usó antiguamente en el norte de Brasil, en la región norte de Argentina por las comunidades tobas y wichís del Chaco, y sigue presente en las comunidades originarias mapuches, tanto del lado chileno como del argentino. Y también lo podemos encontrar en el sudeste asiático hecho de acero.

### En la cultura mapuche
Aunque no es originario de la cultura mapuche se le conoce como trompe, se usó para enamorar y acompañar poesías y cantos en mapudungún, llamadas «romanceados» en español.
Es el sucesor en la cultura mapuche del kangkürkawe [cita requerida] —un instrumento de cuerda— utilizado para los mismos fines, siendo este un tipo de arco musical hecho de una vara de laurel, maqui o tiaca tensada con una enredadera silvestre. Es llamado también como pawpawweñ o chinko por el nombre de la enredadera con que se construye (Luzuriaga radicans). También existen los chinko fijos, cuyo sonido proviene del viento (en este caso, la caja de resonancia es la propia casa).[cita requerida]
Mientras que el trompe es ampliamente utilizado, el kangkürkawe se encuentra en desuso debido a la fuerza con que se adoptó el primero. Ambos instrumentos se asemejan en dos aspectos: en el sonido y la ejecución. Sin embargo, el kangkürkawe, aunque fácil de construir, no dura más de una semana, a diferencia del trompe, que bien cuidado puede durar varios años.

## Orígenes del nombre
El nombre de «arpa de boca» deriva, casi sin duda, de dos elementos: el instrumento posee un arco que recuerda al marco de un arpa y, como esta, debe ser tañido con los dedos, pero, además, se toca apoyando el instrumento en la boca.
Recibe muchos otros nombres regionales; por ejemplo, «trompa gallega». Por el sonido que hace recuerda a otro instrumento muy diferente en estructura: el birimbao.